# Керівники Хмельницької області
Хмельницька область була утворена 4 лютого 1954 року.

## Голови Хмельницького обласного виконавчого комітету
1. Благун Микола Григорович — 1954 — грудень 1955 р.
2. Левченко Іван Федотович — 1956 — січень 1963 р., січень 1963 — грудень 1964 рр. (сільського), грудень 1964 — березень 1970 р.
3. Шоханов Андрій Георгійович — січень 1963 — грудень 1964 рр. (промислового)
4. Лісовий Тимофій Григорович — березень 1970 — березень 1972 рр.
5. Товстановський Олександр Іванович — березень 1972 — 1974 рр.
6. Починок Макар Іванович — 1974 — 1982 рр.
7. Поперняк Анатолій Никифорович — жовтень 1982 — квітень 1990 р.
8. Гусельников Євген Якович — квітень 1990 — 12 лютого 1991 р., 12 лютого 1991 — 31 березня 1992 р.

## Перші секретаріХмельницького обласного комітету КПУ
1. Бегма Василь Андрійович — 1954 — 1959 рр.
2. Ватченко Олексій Федосійович — 1959 — січень 1963 рр.
3. Яновицький Костянтин Феодосійович — січень 1963 — грудень 1964 рр. (промислового)
4. Бубновський Микита Дмитрович — січень 1963 — грудень 1964 рр.(сільського), грудень 1964 — березень 1972 рр.
5. Лісовий Тимофій Григорович — березень 1972 — 4 січня 1985 рр.
6. Дикусаров Володимир Григорович — 4 січня 1985 — 9 лютого 1990 рр.
7. Купратий Володимир Іванович — 9 лютого — 27 травня 1990 рр. в.о., 27 травня 1990 — серпень 1991 рр.

## Голови Хмельницької обласної державної адміністрації
1. Гусельников Євген Якович — представник президента у Хмельницькій області — 31 березня 1992 — 28 червня 1994, липень 1995 — 9 вересня 1998
2. Лундишев Віктор Миколайович — 9 вересня 1998 — 12 липня 2004
3. Коцемир Віктор Францович — 12 липня 2004 — 21 січня 2005
4. Олуйко Віталій Миколайович — 4 лютого — 14 лютого 2005
5. Гладуняк Іван Васильович — 4 березня 2005 — 27 липня 2006
6. Буханевич Олександр Миколайович — 27 липня 2006 — 9 листопада 2007
7. Гавчук Іван Карлович — 9 листопада — 10 грудня 2007 в.о., 10 грудня 2007 — 18 березня 2010
8. Ядуха Василь Степанович — 18 березня 2010 — 7 березня 2014
9. Прус Леонід Іванович — 15 березня 2014 — 25 вересня 2014
10. Симчишин Олександр Сергійович — 25 вересня 2014 — 6 березня 2015 в.о.
11. Загородний Михайло Васильович — 6 березня 2015 — 18 грудня 2015
12. Процюк Василь Васильович — 18 грудня 2015 — 28 квітня 2016 в.о.
13. Корнійчук Олександр Олександрович — 28 квітня 2016 — 18 травня 2018
14. Лозовий Вадим Миколайович — 19 травня 2018 — 11 червня 2019
15. Кальніченко Володимир Ілліч — 11 червня — 21 листопада 2019 в.о.
16. Габінет Дмитро Анатолійович  — 21 листопада 2019 — 24 листопада 2020
17. Примуш Роман Борисович — від 24 листопада по 3 грудня 2020 т.в.о.
18. Гамалій Сергій В'ячеславович  — 3 грудня 2020 —15 березня 2023
19. Тюрін Сергій Григорович — (в. о. з 16 березня 2023, з 2 травня 2024 - голова[1])

## Голови Хмельницької обласної ради
1. Поперняк Анатолій Никифорович — 6 квітня 1990 — 12 лютого 1991
2. Гусельников Євген Якович — 12 лютого 1991 — 31 березня 1992, 28 червня 1994 — липень 1995, липень 1995 — квітень 1998
3. Мажаров Петро Іванович — 10 квітня 1992 — червень 1994
4. Приступа Микола Іванович — 14 квітня 1998 — квітень 2002
5. Овчарук Анатолій Онисимович — квітень 2002 — 4 травня 2006
6. Гладуняк Іван Васильович — 4 травня 2006 — 19 листопада 2010
7. Дерикот Микола Васильович — 19 листопада 2010 — 26 лютого 2014
8. Гончар Іван Ярославович — 26 лютого 2014 — 27 листопада 2015
9. Загородний Михайло Васильович — 27 листопада 2015 — 7 грудня 2020
10. Лабазюк Віолета Олександрівна  — 7 грудня 2020 —